# Niko Lortkipanidse

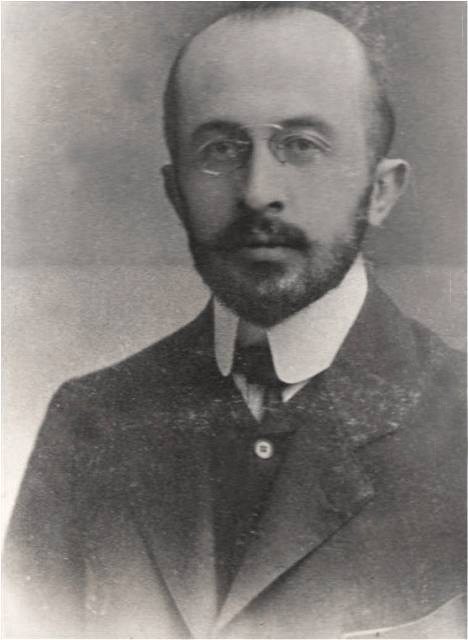
Niko Lortkipanidse

Niko Lortkipanidse (georgisch ნიკო ლორთქიფანიძე) (* 17.jul. / 29. September 1880greg. in Tschuneschi, Kreis Zqaltubo, in einer alten Adelsfamilie; † 25. Mai 1944 in Tiflis) war ein georgischer Schriftsteller.

## Leben
Nach dem Besuch des Gymnasiums von Wladikawkas studierte er an der Universität Charkow Mathematik, wurde aber wegen Teilnahme an einer Studentendemonstration exmatrikuliert und musste die Stadt verlassen. In Kutaissi nahm er an Demonstrationen teil und wurde wieder verhaftet. Danach setzte er das Studium an der Leobener Bergakademie in Österreich fort. 1907 kehrte Niko Lortkipanidse endgültig in seine Heimat zurück, arbeitete als Deutschlehrer und widmete sich gleichzeitig der literarischen Arbeit.
Nach Errichtung der Sowjetmacht war er Vorsitzender des Bundes der Kunstschaffenden und bis 1937 Mitglied des Präsidiums des Schriftstellerverbandes.

## Werke
Erzählungsbände:
- Erzählungen (1924, 1929, 1941, 1958),
- Der zornige Herr (1927),
- Die Widrigkeit der Zeiten (1927),
- Der Geruch der Ruinen (1927),
- Humor (1927),
- Zerstörte Nester (1933),
- Der Imerer (1934),
- Ohne Segel (1934).

Romane:
- Vom Pfad auf die Schienen (1930),
- David der Erbauer (unvollendet).

Dramen:
- Keto (1914),
- Die Unversöhnlichen (1953).

Deutsch:
- Unbeugsame Herzen. Berlin 1952. Übers. A. Bauch.
- Die Frau mit dem Kopftuch, In: Georgische Erzähler der neueren Zeit. Zürich 1970, SS. 157–168. Übers. von R. Neukomm.
- Das Herz/ Eine ungewöhnliche Liebe/ Kummer. In: Georgische Kurzgeschichten. Hamburg 2016, SS. 2–7. Übers. von St. Chotiwari-Jünger. ISBN 978-3-87548-774-9